# Bitpop
Bitpop ist ein Genre elektronischer Musik. Beim Bitpop wird versucht mittels analoger und synthetischer Klangerzeuger die Soundästhetik von 4-Bit und 8-Bit-Computern (seltener 16-Bit) zu erreichen. Die aufgrund deren technischen Begrenzung stark reduzierte Soundauflösung führt zu einer speziellen, minimalistischen Klangästhetik. Das Präfix Bit verdeutlicht den wahrnehmbar digital-stufigen Charakter der Musik, im Gegensatz zu technisch modernerer Klangerzeugung, deren Feinstufigkeit von einem analogen Signal nicht unterscheidbar ist.
Ein verwandtes Genre ist Chiptune, wobei dort der künstlerische Aspekt mehr Raum einnimmt. Zudem geht es beim Bitpop mehr um die Klangerzeugung und Musik selbst, als um eine zwingende Verwendung der alten Systeme, wie dem Commodore 64, den Atari 2600, dem NES oder dem Game Boy. Gerne werden neben Gesang zusätzlich moderne und gewöhnliche Instrumente und Synthesizer verwendet und mit dem 8-Bit-Sound kombiniert, wobei dieser oder die realen Instrumente je nach Ausrichtung mehr oder weniger Platz einnehmen. Die Grenzen zwischen den Stilrichtungen Chiptune, Bitpop und Gamewave sind daher mitunter fließend. Als Hochburgen des Bitpop gelten die USA und Schweden. In Japan bezeichnet man diese Art von Musik als Picopop.

## Vertreter von Bitpop
Bekannte Musiker oder Bands sind z. B. Mikron 64, Ozzed, Pornophonique, Nullsleep, Nintendude, Covox, Anamanaguchi (alle mehr Richtung Chiptune), Norman Kolodziej (mehr Richtung Electropop), Bodenständig 2000 (mehr Richtung Electropop/Dance), Welle:Erdball, Mr. Pacman, Pluxus oder Slagsmålsklubben. Bei Gruppen wie Machinae Supremacy oder Game Over ist die Bezeichnung Bitpop irreführend. Beide Gruppen spielen nach eigener Aussage SID Metal, bzw. Nintendo Metal, wobei Game Over weniger auf Elektronik setzt.